# Wanda Perdelwitz
Wanda-Colombina Perdelwitz (* 13. Februar 1984 in Ost-Berlin) ist eine deutsche Schauspielerin.

## Leben
Perdelwitz ist die Tochter der Schauspielerin Heidrun Perdelwitz und des Schauspielers und Regisseurs Reinhard Hellmann sowie die Nichte der Schauspielerin Angelika Perdelwitz. Während der Schulzeit sammelte sie erste Erfahrungen in Film- und Fernsehproduktionen, u. a. Tatort, Soloalbum, Der Alte. In der internationalen Kinoproduktion CQ unter der Regie von Roman Coppola gab sie mit 16 Jahren in einer kleinen Rolle ihr Kinodebüt. Im Kinofilm Muxmäuschenstill spielte sie 2002 als Kira die weibliche Hauptrolle. Ihr Schauspielstudium absolvierte sie von 2003 bis 2007 an der Hochschule für Musik und Theater Rostock nach Abschluss einer Ballettausbildung an der Staatlichen Ballettschule Berlin.
Erste Theater-Engagements während des Studiums führten sie ans Staatstheater Braunschweig, ans Volkstheater Rostock und ans Staatstheater Schwerin, an dem sie 2005 die Rolle des Puck im Sommernachtstraum spielte. Nach Beendigung des Studiums wurde sie für die Spielzeit 2007/2008 festes Ensemblemitglied des Maxim-Gorki-Theater in Berlin. Dort arbeitete sie u. a. mit den Regisseuren Armin Petras (Biberpelz, Mefisto Forever) und Jan Bosse. Von 2008 bis 2009 spielte sie am Deutschen Theater Göttingen in Shakespeares Richard III. die Rolle der Lady Anne. Im gleichen Jahr gastiert sie am Schauspiel Essen unter der Regie von Nuran David Calis in Krankheit der Jugend. Von 2008 bis 2013 war sie in der Rolle der Kitty in Jan Bosses Inszenierung Anna Karenina (Koproduktion mit den Ruhrfestspielen) an der Seite von Fritzi Haberlandt und Milan Peschel am Maxim-Gorki-Theater zu sehen.
Parallel dazu spielte sie weiterhin in diversen Kino und TV-Rollen, unter anderem Episodenrollen im Polizeiruf 110, SOKO Köln, SOKO Wismar, im ZDF-Film Das Kindermädchen unter der Regie von Carlo Rola und die Titelrolle im ZDF-Film Katie Fforde – Harriets Traum. Im Kinofilm Wahrheit oder Pflicht war sie zu sehen sowie in der deutsch-australischen Koproduktion Lore. Von November 2012 (Folge 327) bis Dezember 2022 (Folge 482) spielte sie die Rolle der Polizistin Nina Sieveking in der ARD-Vorabendserie Großstadtrevier. Parallel dazu stand sie 2015 wieder auf der Bühne in Die Studentin und Monsieur Henri unter der Regie von Jürgen Wölffer am Winterhuder Fährhaus, am Ernst Deutsch Theater und an den Hamburger Kammerspielen. Weitere Produktionen: Die Kinokomödie Kleine Ziege, sturer Bock von Johannes Fabrick, die internationale Produktion Verachtung nach Jussi Adler-Olsen, inszeniert von Christoffer Boe, und die HR-Produktion Bist du glücklich? in der Regie von Max Zähle.
Sie spricht regelmäßig für verschiedene Hörbuch- und Hörspielproduktionen (NDR, WDR, RBB, Jumbo Verlag).
Wanda Perdelwitz ist Mutter eines Sohnes (* 2019) und lebt in Hamburg.

## Filmografie (Auswahl)

### Kino
- 2000: CQ
- 2002: Tattoo
- 2002: Home Run
- 2003: Soloalbum
- 2004: Muxmäuschenstill
- 2006: Wahrheit oder Pflicht
- 2012: Lore
- 2013: Eine Rolle mit Stil (Kurzfilm)
- 2015: Kleine Ziege, sturer Bock
- 2018: Verachtung
- 2019: Cleo

### Fernsehen
- 2003: Die Sitte – Folge 1x04: Gier
- 2003: Tatort: Rotkäppchen (Fernsehreihe)
- 2003: Küstenwache – Folge 6x08: Falsche Liebe
- 2004: Der Alte – Folge 28x01: Alle Hoffnung begraben
- 2004: Balko – Folge 7x02: Giftzwerge
- 2005: Wolffs Revier – Folge 13x07: Der letzte Ritter
- 2006: Die Rettungsflieger – Folge 11x03: Mitten im Leben
- 2007: SOKO Wismar – Folge 4x06: Blindes Vertrauen
- 2007, 2025: In aller Freundschaft – Folge 9x35: Endlich zu Hause
- 2009, 2017, 2022: SOKO Köln (3 Folgen)
- 2010: Polizeiruf 110: Blutiges Geld (Fernsehreihe)
- 2010: Katie Fforde – Folge 1x04: Harriets Traum
- 2010: In aller Freundschaft – Folge 13x16: Verschenkte Liebesmüh
- 2010: Da kommt Kalle – Folge 4x03: Chaos in der Gartenkolonie
- 2012–2022: Großstadtrevier
- 2012: Das Kindermädchen
- 2015: Alarm für Cobra 11 – Die Autobahnpolizei – Folge 21x04: Tausend Tode
- 2015: Die Pfefferkörner – Folge 12x04: Vor Gericht
- 2015: Hans im Glück
- 2016: In aller Freundschaft – Die jungen Ärzte – Folge 2x10: Schöner Schein
- 2016: Haustausch mit Hindernissen
- 2017: Katie Fforde – Folge 1x32: Meine verrückte Familie
- 2018: Bist du glücklich?
- 2020: Wilsberg – Vaterfreuden
- 2023: Sarah Kohr – Irrlichter
- 2023: SOKO Leipzig – Folge 23x23: Das Leben ist kein Ponyhof
- 2023: SOKO Hamburg – Folge 5x09: Die erste Geige
- 2023: Der Alte – Folge 52x06: Der große Bruder
- 2024: Das Traumschiff – Folge 100: Nusantara
- 2024: Ein Sommer im Schwarzwald (Fernsehreihe)
- seit 2024: Behringer und die Toten – Ein Bamberg-Krimi
  - Feuerteufel
  - Fuchsjagd
  - Antoniusfeuer
  - Romeo
- 2024: Morden im Norden – Folge 10x10: Die Tote an Deck (Fernsehserie)
- 2025: In aller Freundschaft, Folge 26x4: Schmerzliche Realitäten